# Macropus giganteus
Il canguro grigio orientale (Macropus giganteus, Shaw, 1790) è un marsupiale australiano appartenente alla famiglia Macropodidae.

## Descrizione
È uno dei canguri di maggiori dimensioni, ma, nonostante il nome scientifico suggerisca il contrario, non è il più grande (essendo superato dal canguro rosso): la lunghezza del corpo varia tra 85 e 140 cm e il peso tra 28 e 55 kg. Esibisce un netto dimorfismo sessuale: il maschio ha dimensioni circa doppie di quelle della femmina.
L'aspetto generale, come per la maggior parte dei canguri, è caratterizzato dalla coda lunga e forte, dalle zampe posteriori molto più grandi e muscolose di quelle anteriori dal muso allungato e dalle grandi orecchie.
Il colore grigio ha varie tonalità a seconda delle regioni, ma è sempre notevolmente uniforme: una caratteristica che permette di distinguere facilmente questa specie dal canguro grigio occidentale, che è invece molto più chiaro sul lato ventrale che su quello dorsale.

## Distribuzione e habitat
Vive lungo la costa orientale dell'Australia e in Tasmania. Si adatta a diversi habitat, incluse zone semiaride, praterie e foreste di montagna.

## Biologia
L'attività è notturna; il giorno viene trascorso riposando all'ombra.
Usa sia l'andatura quadrupede, in particolare durante la ricerca del cibo, sia quella a salti sulle zampe posteriori quando ha bisogno di spostarsi velocemente.
La dieta consiste soprattutto di erba e in misura minore di foglie. Il cibo solido non fornisce una quantità sufficiente d'acqua, che deve essere assunta bevendo.
Vive in gruppi, formati un numero di individui compreso tra 10 e 30, privi di una chiara struttura sociale e non hanno un comportamento territoriale.
I maschi combattono tra loro per le femmine con morsi e colpi delle zampe anteriori.
La gestazione dura circa 36 giorni; il cucciolo esce per la prima volta dal marsupio dopo 280 giorni e lo abbandona definitivamente dopo 320.
A volte sono state osservate nascite ritardate: la femmina concepisce subito dopo il parto, ma l'embrione non si sviluppa fino a quando il nato precedente non lascia il marsupio.
Dopo essere uscito dal marsupio il cucciolo continua ad essere allattato dalla madre fino all'età di circa 18 mesi.
La maturità sessuale giunge intorno ai 20 mesi di età. La longevità osservata in cattività può arrivare a 20 anni, ma in natura è tra 7 e 10 anni.

## Sottospecie
Si conoscono due sottospecie:
- Macropus giganteus giganteus, che vive in Australia;
- Macropus giganteus tasmaniensis, che vive in Tasmania.